# Gerard Lake (1er vicomte Lake)
Gérard Lake, 1er vicomte Lake (27 juillet 1744 - 20 février 1808) est un général britannique. Il commande les forces britanniques pendant la rébellion irlandaise de 1798 et plus tard comme commandant en chef de l'armée de l'Inde britannique.

## Biographie
L'inexpérience de ses troupes lors de la Bataille de Castlebar a donné lieu à une retraite très rapide à laquelle on a donné par dérision le nom de "course de Castlebar" pour se moquer de la vitesse et la distance que les Anglais parcoururent dans leur fuite.

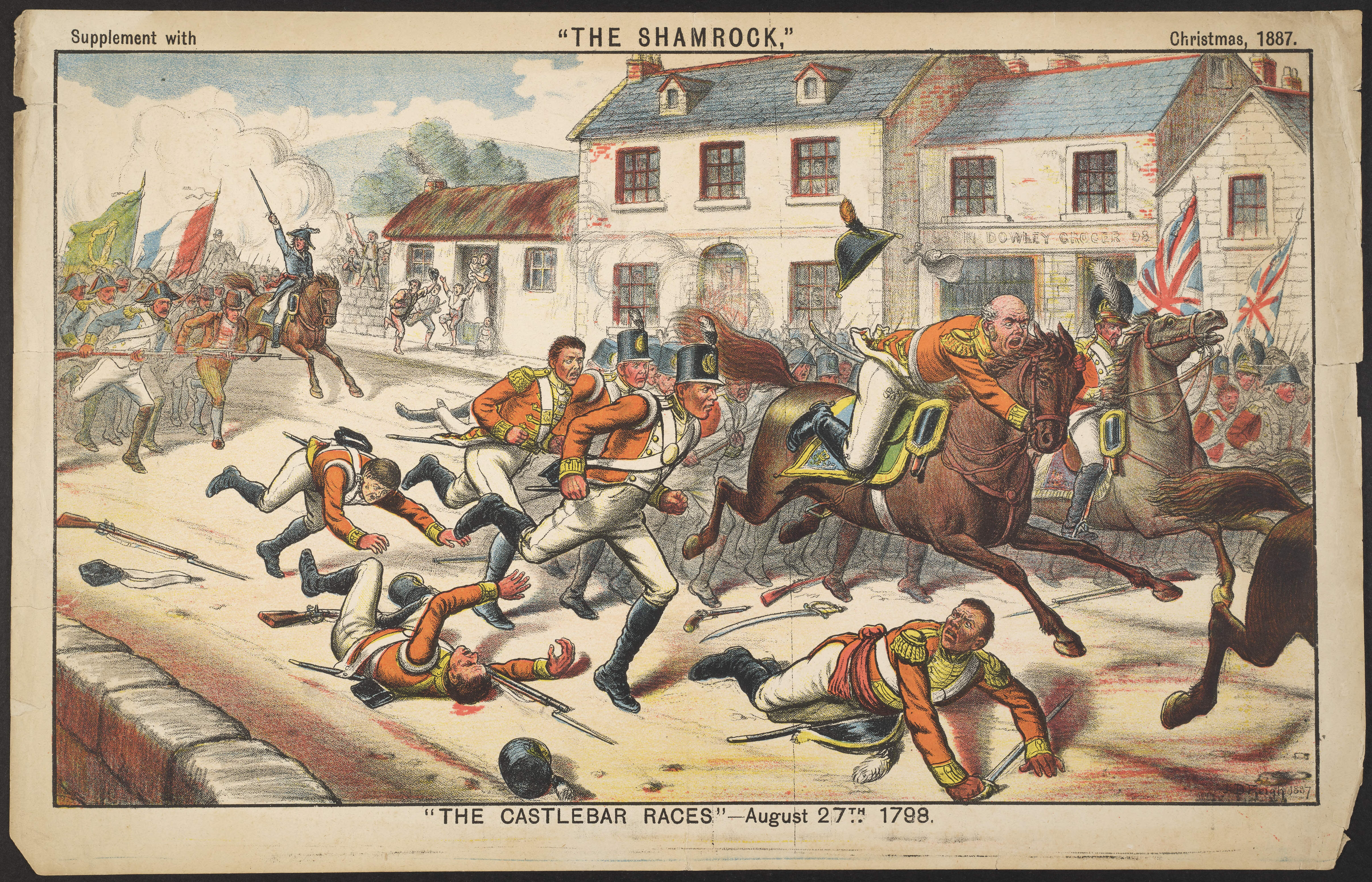